# إبروم
إبروم «المصرية لتشغيل وصيانة المشروعات» (بالإنجليزية: EPROM - Egyptian Projects Operation & Maintenance)‏ هي إحدى شركات قطاع البترول المصري والتي تأسست عام 2002 كشركة مساهمة مصرية.

## نشاط الشركة
تعتبر الشركة الأولى والوحيدة من نوعها في مصر المتخصصة في إدارة وتشغيل المشاريع وتقوم خصيصا بتشغيل وصيانة كل من:
- معامل تكرير البترول
- مصانع البتروكيماويات
- مصانع الأسمدة
- الغاز الطبيعي المسال
- محطات التشغيل البحرية
- محطات الغاز
- مرافق المشاريع
- توفير أنشطة الدعم التقني باستخدام أحدث أساليب الإدارة مقدمة أفضل النتائج ومتخطية توقعات عملائها.

## تاريخ الشركة
خضعت الشركة لعدة تغيرات في الاسم لأسباب تتعلق بتعديل نشاط الشركة أو التوسع والذي انتهى باسم الشركة الحالي.
بدأت الشركة نشاطها كشركة مصرية متحدة عام 2002 برأس مال مدفوع قدره مليون دولار أمريكي تحت اسم ميدوم «الشرق الأوسط لتشغيل وصيانة معامل تكرير البترول» أو MIDOM - Middle East for Operation & Maintenance Of Oil refineries
في مارس 2007 تم تغيير اسم الشركة إلى ميدوم «الشرق الأوسط لتشغيل وصيانة الصناعات الهيدروكربونية» أو MIDOM - Middle East Operation And Maintenance For Hydrocarbon Industries, وتم زيادة رأس المال المدفوع إلى 10 ملايين دولار أمريكي.
في مارس 2009 تم تغيير اسم الشركة إلى إبروم «المصرية لتشغيل وصيانة المشروعات» أو EPROM - Egyptian Projects Operation & Maintenance، وتم زيادة رأس المال المدفوع إلى 15 مليون دولار أمريكي.

## المساهمين
يساهم في رأسمال الشركة كل من:-
- الهيئة المصرية العامة للبترول: 50%
- إنبي: 10%
- بتروجيت: 10%
- بترومنت - إسكندرية للصيانة البترولية: 10%
- صان مصر- مصر للصيانة: 10%
- الإسكندرية للبترول: 5%
- العامرية لتكرير البترول: 5%

## رؤساء الشركة
- حسام أسعد.
- محمد بركات.
- نائل درويش.
- أمجد الأحمدي.[1][2]
- مدحت بهجت عبد الحميد.[1][3]
- محمد عبد الحميد عبد الشافي.[1][3]
- نبيل عفيفي.[1][4]
- محمد عقيل.[1][5]
- باز صقر.[1][6]
- محمد المنجي.[1]
- محمود نظيم